# WrestleMania 24
WrestleMania 24  a fost cea de-a douăzecișipatra ediție a pay-per-view-ului WrestleMania organizat de World Wrestling Entertainment. Evenimentul a avut loc pe data de 30 martie 2008 în arena Citrus Bowl din Orlando, Florida, fiind prima ediție găzduită de statul Florida. 
WrestleMania 24 este a doua gală desfășurată în aer liber (primul spectacol de acest fel fiind WrestleMania IX).
La pay-per-view au participat wrestleri din toate diviziile WWE (RAW, SmackDown! și WWE ECW), sloganul acestei ediții fiind The Biggest WrestleMania Under the Sun. 

## Rezultate
- 24-Man Battle Royal ,pentru o șansă de a se înfrunta cu campionul ECW Chavo Guerrero pentru titlul suprem al diviziei
  - Participanți: Kane i-a învins pe Jamie Noble, Chuck Palumbo, The Great Khali, Mark Henry, Big Daddy V, Kofi Kingston, Hardcore Holly, The Miz, Deuce, Domino, Tommy Dreamer, Jim Duggan, Lance Cade, Festus, Brian Kendrick, Shannon Moore, Trevor Murdoch, Cody Rhodes, Snitski, Matt Striker, Val Venis, Jimmy Wang Yang.
  - Kane a câștigat meciul, eliminându-l ultimul pe Mark Henry.

- Belfast Brawl: John "Bradshaw" Layfield l-a învins pe Finlay (8:37)
  - John "Bradshaw" Layfield l-a numărat pe Finlay, după aplicarea unui Clothesline from Hell.

- Money in the Bank: CM Punk i-a învins pe Mr. Kennedy, Shelton Benjamin, Chris Jericho,  Carlito, Montel Vontavious Porter, John Morrison (13:56)
  - CM Punk a luat servieta suspendată, după o luptă aprigă cu Chris Jericho pe scară.Chris Jerico a fost bagat cu piciorul intre scara
  - În timpul meciului Matt Hardy a intervenit în defavoarea lui MVP, aplicându-i Twist of Fate de pe scară.

- Smackdown vs.Raw: Batista l-a învins pe Umaga (6:05)
  - Batista l-a numărat pe Umaga, după aplicarea unui Batista bomb

- ECW World Championship: Kane l-a învins pe Chavo Guerrero câștigând titlul ECW World Championship (0:07)
  - Kane l-a numărat pe Chavo Guerrero, dupa aplicarea unui Chokeslam

- Shawn Michaels l-a învins pe Ric Flair (20:23)
  - Shawn Michaels l-a numărat pe Ric Flair, după aplicarea unui Sweet Chin Music.
  - Conform regulii meciului, Ric Flair s-a retras în urma înfrangerii. Cariera sa de 34 de ani in wrestling-ul profesionist a rămas si va rămane întipărită În mintea celor ce au urmarit cariera lui Flair.

- Playboy BunnyMania Lumberjack match: Melina și Beth Phoenix le-au învins pe Maria și Ashley (5:57)
  - Beth Phoenix a numărat-o pe Maria, după aplicarea unui Delayed Fisherman Suplex Slam.
  - Snoop Dogg a fost maestrul de ceremonii pentru acest meci.

- Triple Threat match pentru WWE Championship: Randy Orton i-a învins pe Triple H și John Cena, păstrându-și titlul WWE Championship (14:00)
  - Randy Orton l-a numărat pe John Cena, după aplicarea unui Pedigree de către Triple H.

- Floyd Money Mayweather l-a învins pe The Big Show prin K.O. (11:23)
  - Conform regulii meciului,acesta era last man stading Floyd Money Mayweather a castigat dupa ce l-a lovit pe The Big Show cu un box in obrazul stang

- WWE World Heavyweight Championship: The Undertaker l-a învins pe Edge, câștigând titlul WWE World Heavyweight Championship (27:47)
  - The Undertaker a câștigat prin manevra de submission Gogoplata (PORTILE IADULUI) remânând neînvins la WrestleMania, recordul său urcând la 16-0.